# 張碧淵
張碧淵（？—？），本名張碧珚，為台灣日治時期的女性作家，張深切的妹妹。彰化高女、東京女子大學藥學科畢業，曾參與《台灣文藝》。其至今仍可查證的作品為1934年發表的小說〈羅曼史〉。

## 相關文獻
- 呂明純，《徘徊於私語與秩序之間：日據時期臺灣新文學女性創作研究》，臺北：學生書局，2007年。
- 呂明純，〈反客為主的日據女性小說──張碧淵《羅曼史》初探〉，《文學臺灣》，期45（2003年1月），頁260－278。
- 陳建忠，〈差異的文學現代性體驗──日治時期臺灣小說史論（1895－1945）〉，收入陳建忠等著，《臺灣小說史論》，（臺北：麥田出版，2007年），頁15－110。